# Стрижі (Кірово-Чепецький район)
Стрижі́ (рос. Стрижи) — присілок у складі Кірово-Чепецького району Кіровської області, Росія. Входить до складу Пасеговського сільського поселення.
Населення становить 24 особи (2010, 28 у 2002).
Національний склад станом на 2002 рік — росіяни 100 %.